# Helena Amoako
Helena Amoako, née le 16 décembre 1975, est une athlète ghanéenne.

## Carrière
Aux Championnats d'Afrique d'athlétisme 1990 au Caire, Helena Amoako est médaillée de bronze du 200 mètres. 
Aux Jeux africains de 1999 à Johannesbourg, elle est médaillée de bronze du relais 4 × 100 mètres. Elle remporte aux Championnats d'Afrique d'athlétisme 2000 à Alger la médaille d'or du relais 4 × 100 mètres.